# Nieuw-Nickerie
Nieuw-Nickerie (uitspraak Nieuw-Nickéérie) is naar inwonertal de derde stad van Suriname en de hoofdplaats van het district Nickerie, gelegen op de linkeroever van de rivier de Nickerie. De stad vormt het eindpunt van de Oost-Westverbinding van Suriname. In 2012 had het gelijknamige ressort, waar de plaats ook toe behoort, 12.818 inwoners. In het centrum liggen bij het districtscommissariaat het Brasaplein en het Volksplein, met monumenten, een speeltuin en eetstandjes.

## Geschiedenis

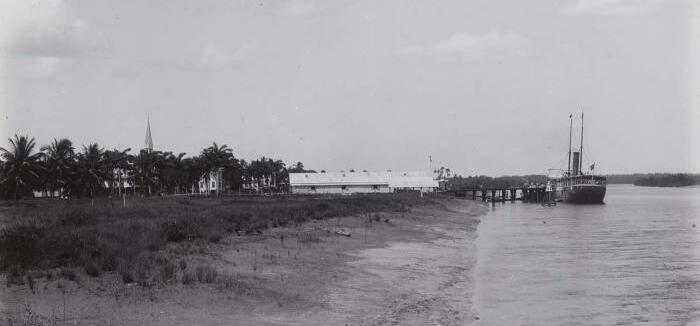
S.S. Albina aan de steiger

Nieuw-Nickerie werd officieel gevestigd in 1879. In het verleden was het districtscentrum van Nickerie, Nieuw-Rotterdam, verder stroomafwaarts gesitueerd. Deze plaats overstroomde echter meerdere keren en men besloot om het districtscentrum te verplaatsen naar de locatie van het huidige Nieuw-Nickerie.
Nieuw-Nickerie is met afstand de grootste en belangrijkste plaats van het district. De dienstverlening is een belangrijke vorm van inkomen en verschillende bedrijven uit Paramaribo hebben hier een filiaal. Met de hoofdstad van Suriname heeft het ook een binnenlandse waterverbinding, een wegverbinding, die evenwijdig aan de kustlijn loopt en een vliegverbinding.

## Economie
Op 37 kilometer afstand ligt South Drain, van waaruit de overtocht naar Moleson Creek in Guyana gemaakt kan worden met een veerverbinding. Nieuw-Nickerie bezit een landingsbaan voor vliegtuigen en tevens is de haven belangrijk, omdat zeeschepen er kunnen aanleggen voor het transport van padie (rijst), bananen en de aanvoer van landbouwmachinerie. In 1995 werd het beheer en de exploitatie van de haven overgedragen aan de N.V. Havenbeheer Suriname.
Nieuw-Nickerie had in het verleden verschillende bioscopen, maar met de opkomst van videorecorder en dvd zijn ze net als in de rest van het land allemaal opgehouden te bestaan. Hotels en bars zijn er in overvloed. Als grensplaats had het vroeger ook de reputatie dat in een aantal bordelen prostituees uit Guyana werkten.

## Vervoer
Nieuw-Nickerie is via de weg te bereiken via de Oost-Westverbinding. In de buurt van het dorp bevindt zich de Majoor Henk Fernandes Airport met een verbinding naar Zorg en Hoop Airport in Paramaribo.

## Baden en recreatie
Nieuw-Nickerie beschikt over enkele zwembaden, waaronder het algemene zwembad in het midden van de stad. Verder zijn er twee recreatiestranden: het Corantijnstrand aan de Corantijnrivier en 't Strandje achter de Zeedijk.

## Onderwijs
Er zijn tal van onderwijsinstellingen. Er worden ook cursussen gegeven door het Instituut voor de Opleiding van Leraren, IOL, dat daartoe een deel van het docentenkorps laat overkomen uit Paramaribo. Vroeger gebeurde dat per vliegtuig, tegenwoordig over de weg.

## Bevolking
Volgens de volkstelling van 2012 had Nieuw-Nickerie een bevolking van 12.818 inwoners, een daling vergeleken met 13.842 inwoners in 2004.
Hindoestanen vormen de grootste bevolkingsgroep in Nieuw-Nickerie, maar net geen meerderheid (49%). Andere grote bevolkingsgroepen zijn: mensen van gemengde afkomst (18%), Javanen (15%) en creolen (12%). Er wonen tevens ook 233 inheemsen (2%) en 205 Chinezen (2%).

## Geboren
- Clarence Breeveld (1948-2017), zanger en muzikant
- Leo Lashley (1903-1980), oogarts en verzetsman
- Kenneth Monkou (1964), profvoetballer
- Kavita Parbhudayal (1973), politica

## Monumenten en gedenktekens
Prominente monumenten in Nieuw-Nickerie zijn onder meer de oude watertoren, de rooms-katholieke kerk en een ander houten kerkgebouw. Bezienswaardig is ook het districtscommissariaat aan het Brasaplein.
In Nieuw-Nickerie staan rond de vijftien gedenktekens. Hieronder volgt een overzicht:

### Brasaplein
- 1938: Monument 75 jaar afschaffing slavernij
- 1953: Twee niembomen voor 80 jaar Hindoestaanse immigratie
- 1979: Monument 100 jaar Nieuw-Nickerie
- 2008: Red Ribbon-monument
- 2012: Borstbeeld van Jagernath Lachmon
- 2017: Baba en Mai
- 2023: Monument 170 jaar Chinese immigratie

### Volksplein
- 1913: Gedenkteken van koning Willem III
- 1913: Vrijheidsboom van Nieuw-Nickerie, 50 jaar afschaffing slavernij
- 1972: Borstbeeld van Mahatma Gandhi
- 2017: Inheems monument
- 2022: I love Nickerie

### Liefdespark
- 1963: Monument 90 jaar Hindoestaanse immigratie
- 1990: Monument 100 jaar Javaanse immigratie
- 2008?: Monument van de liefde[4]

### DC Roblesplein
- 1963: Monument 100 jaar afschaffing slavernij

### Overig
- circa 1976: Uit het moeras verrezen

## Fotogalerij

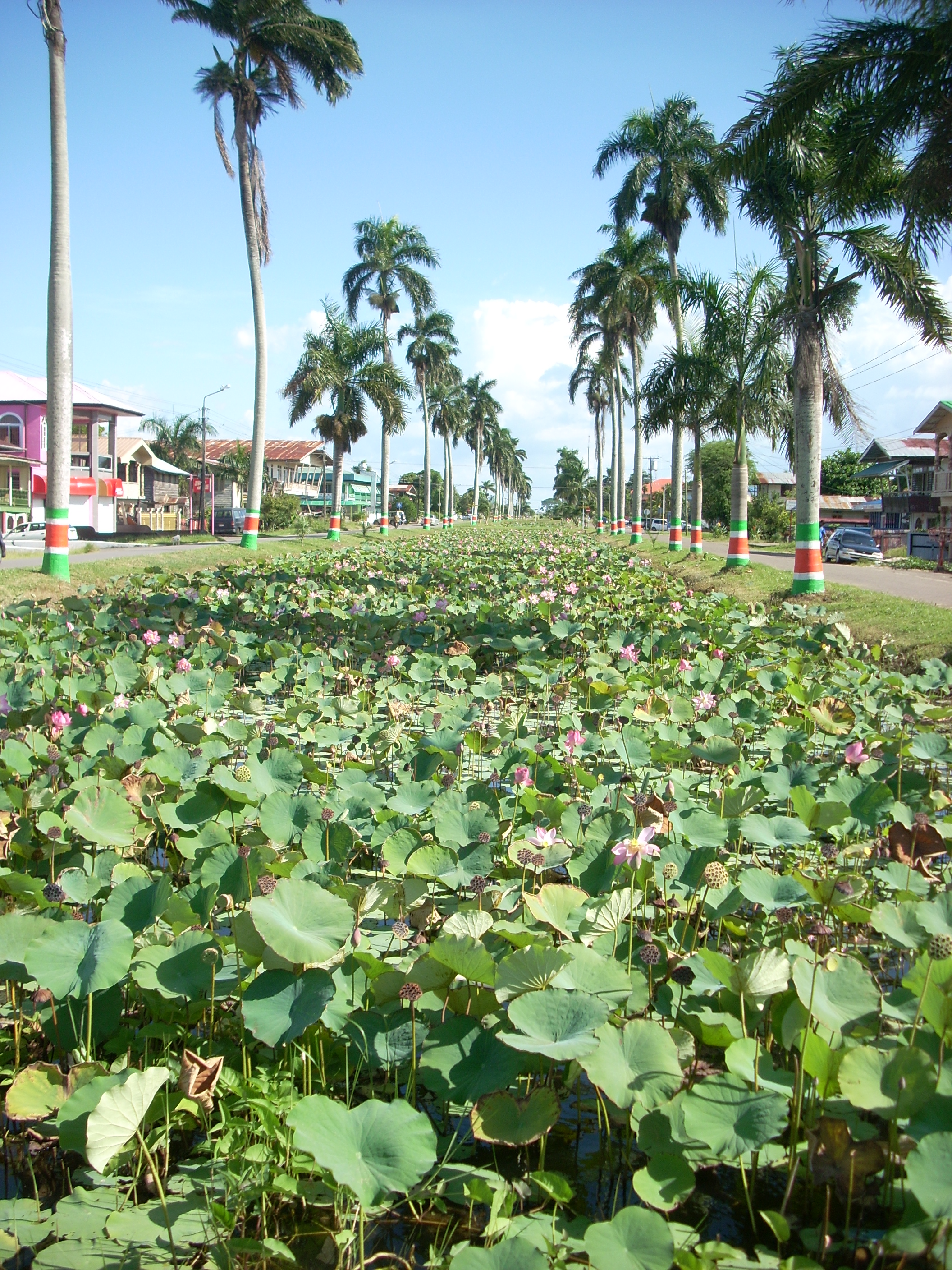
Het centrale kanaal
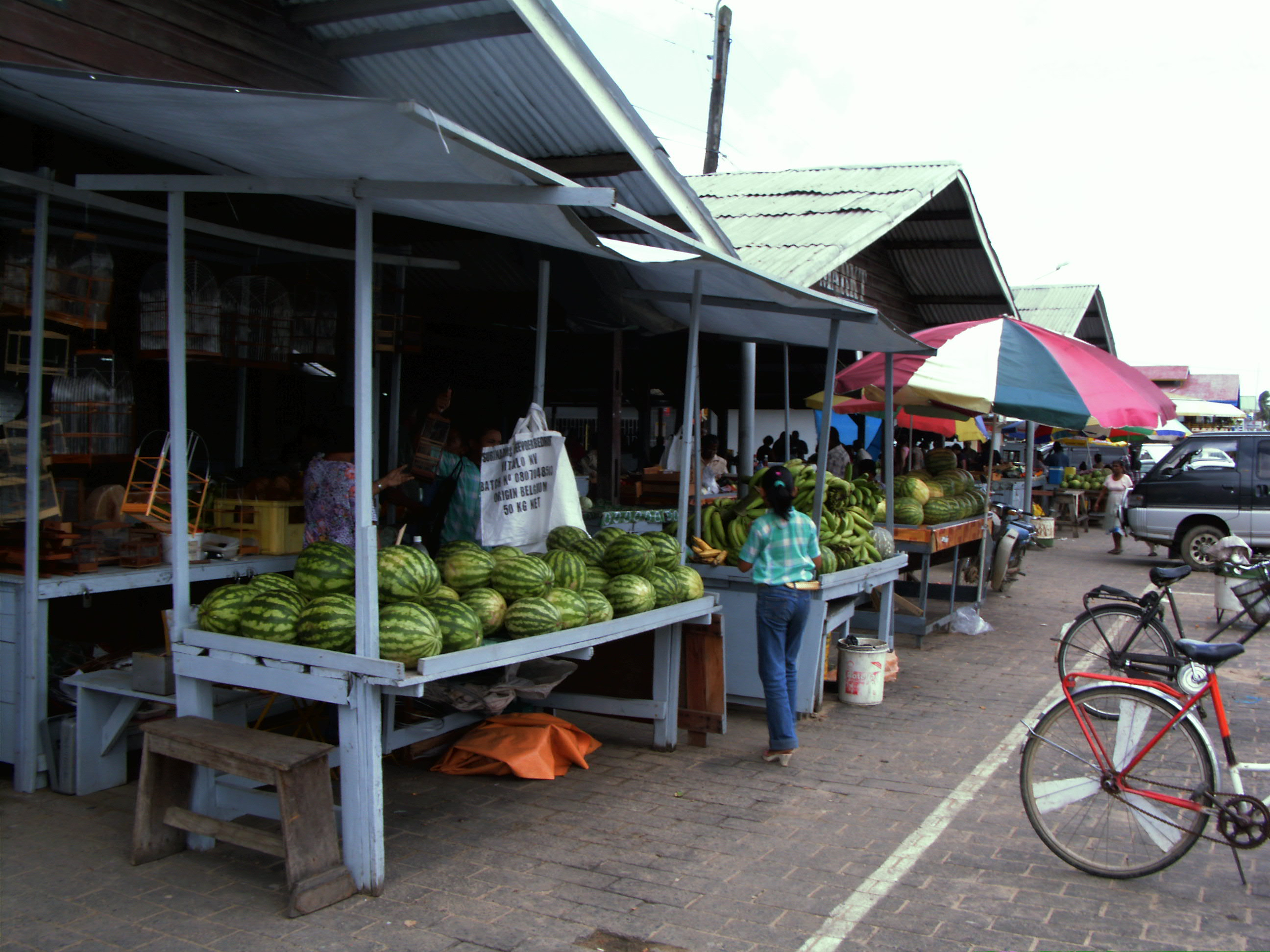
De markt
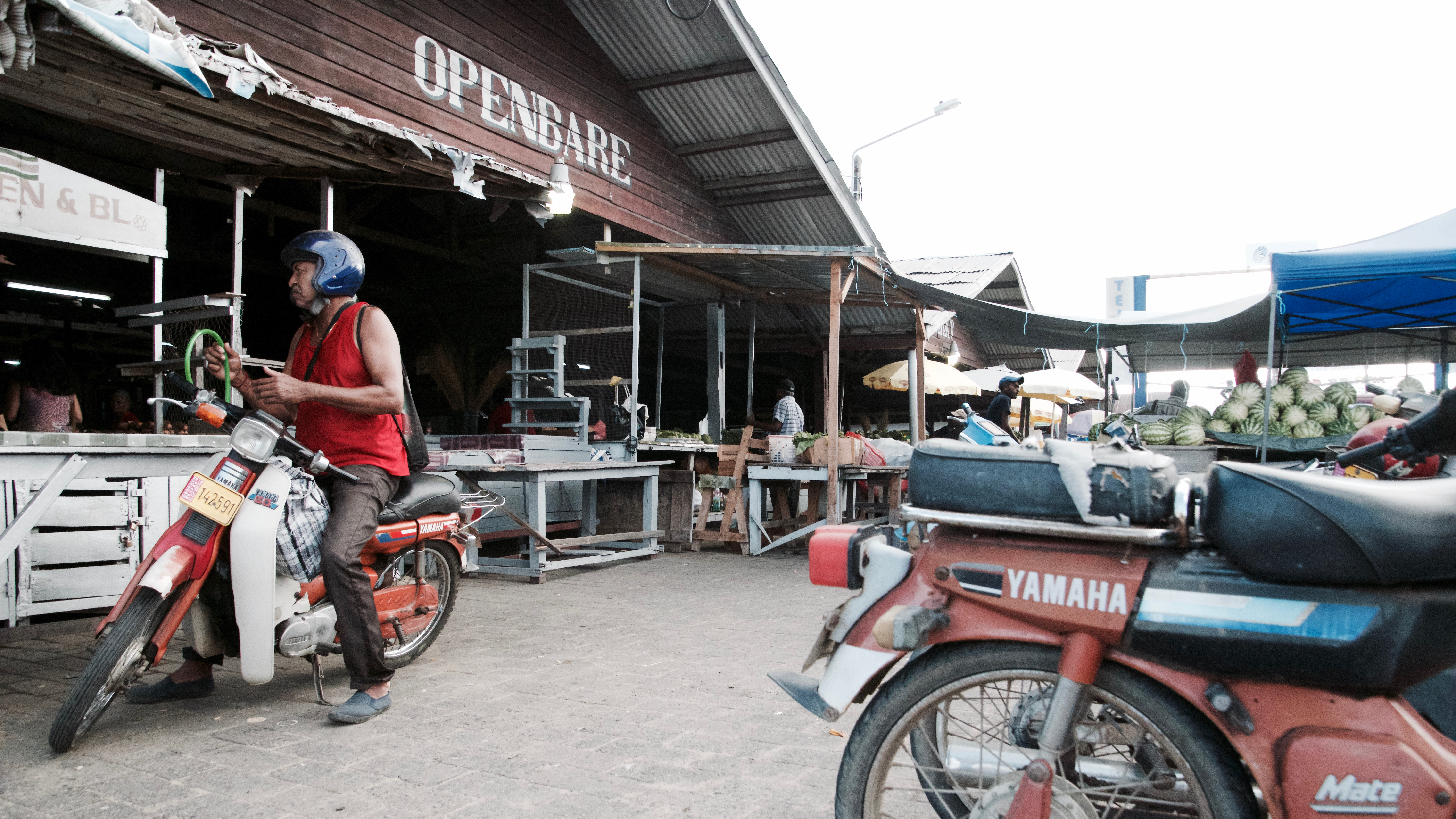
De markt
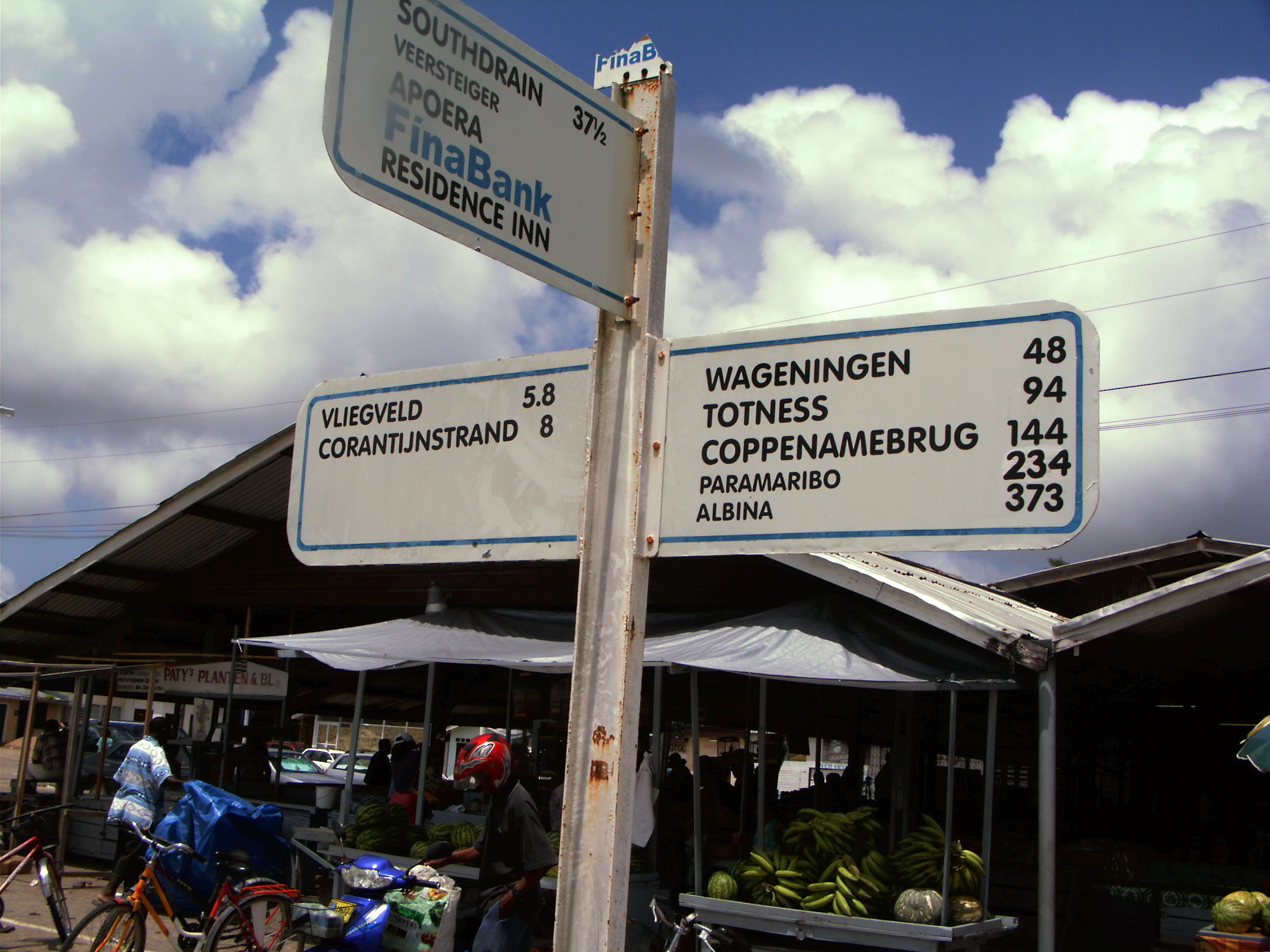
Afstandenbord
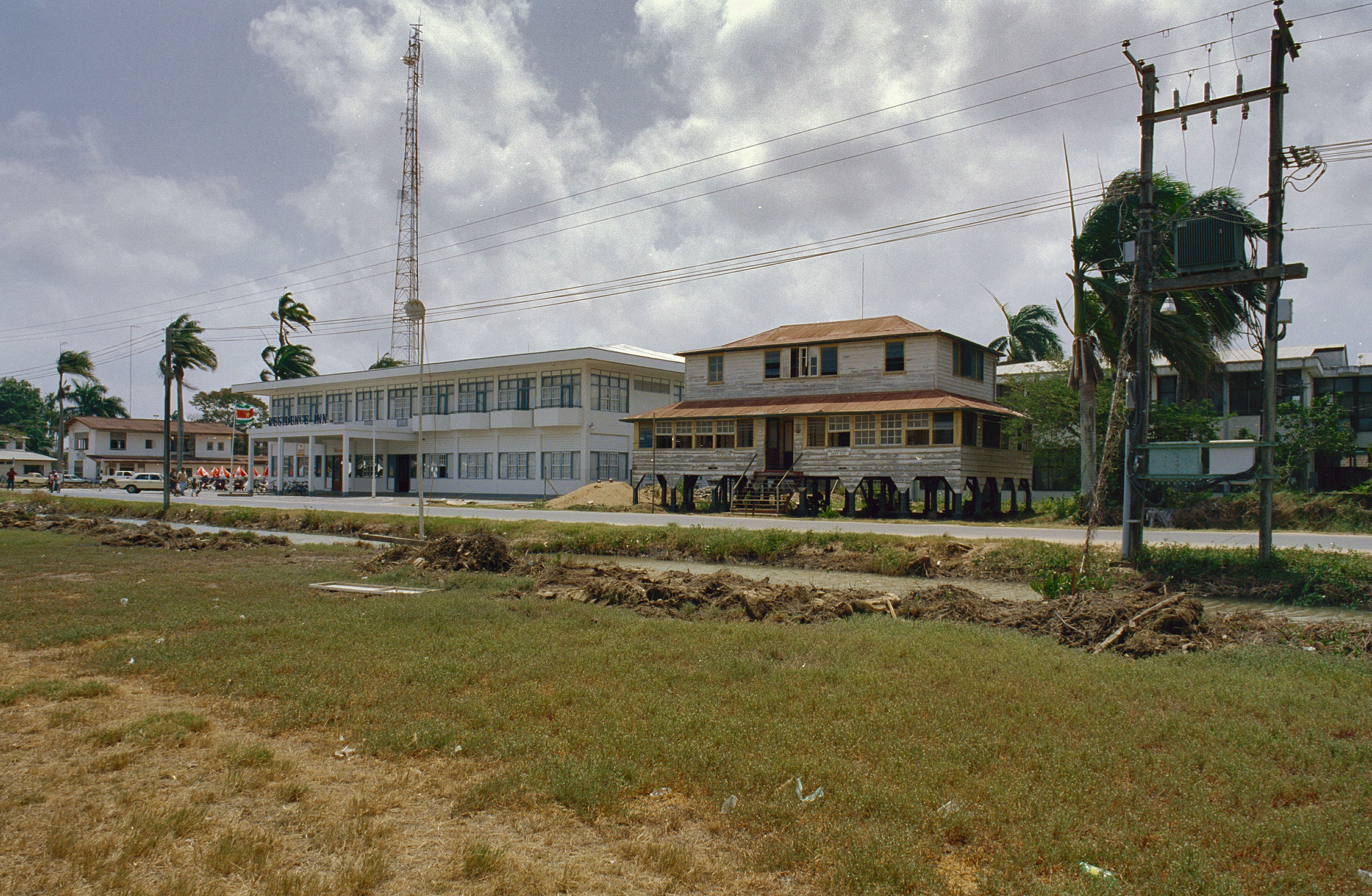
Straatbeeld
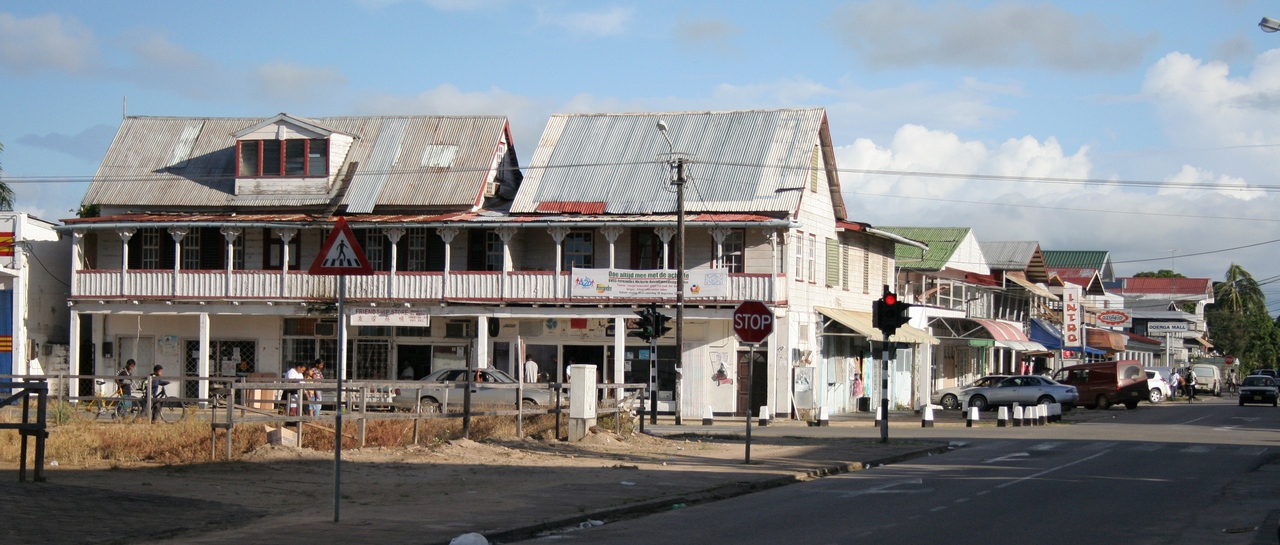
Straatbeeld
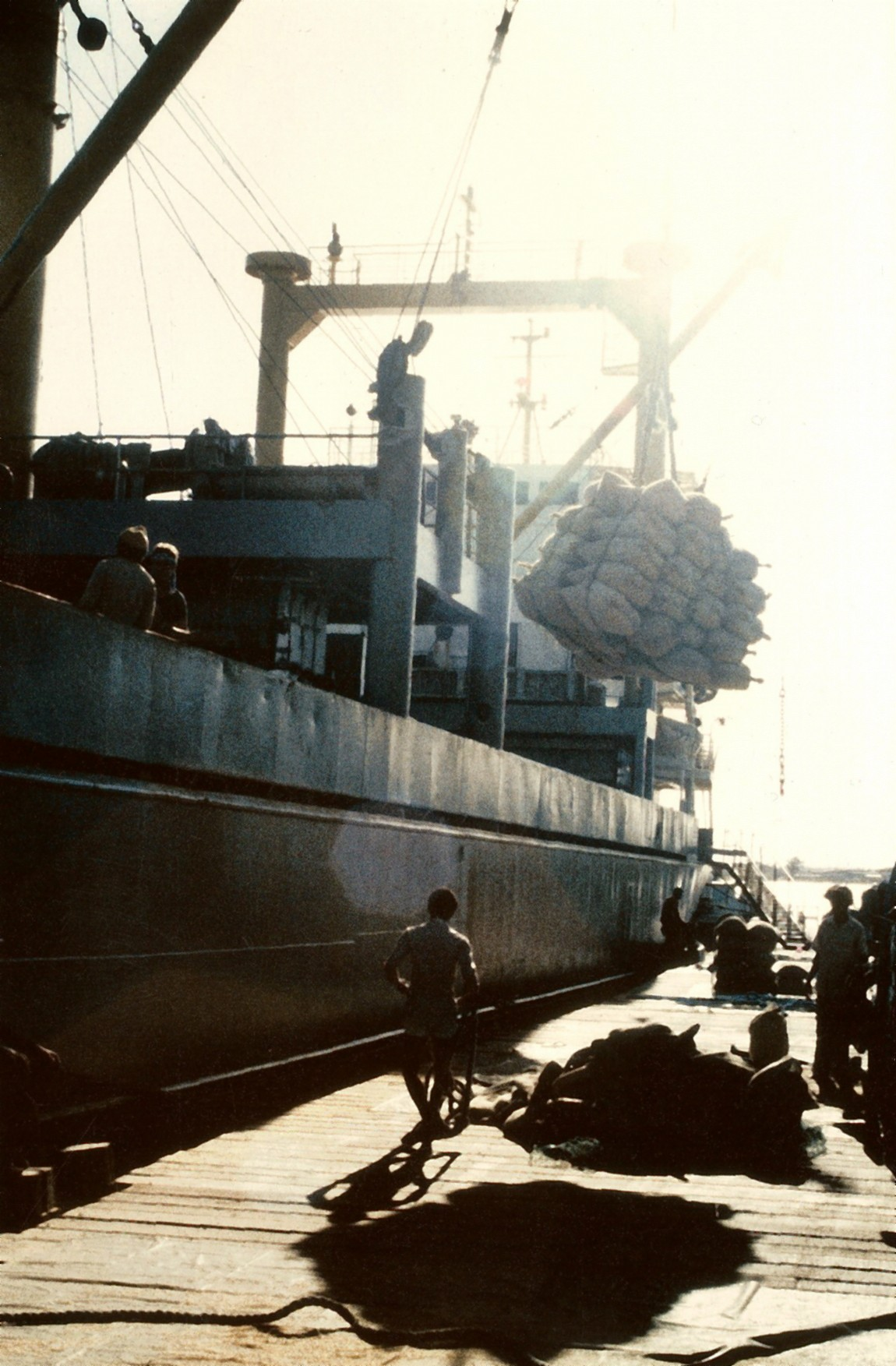
Rijst wordt aan boord gehesen
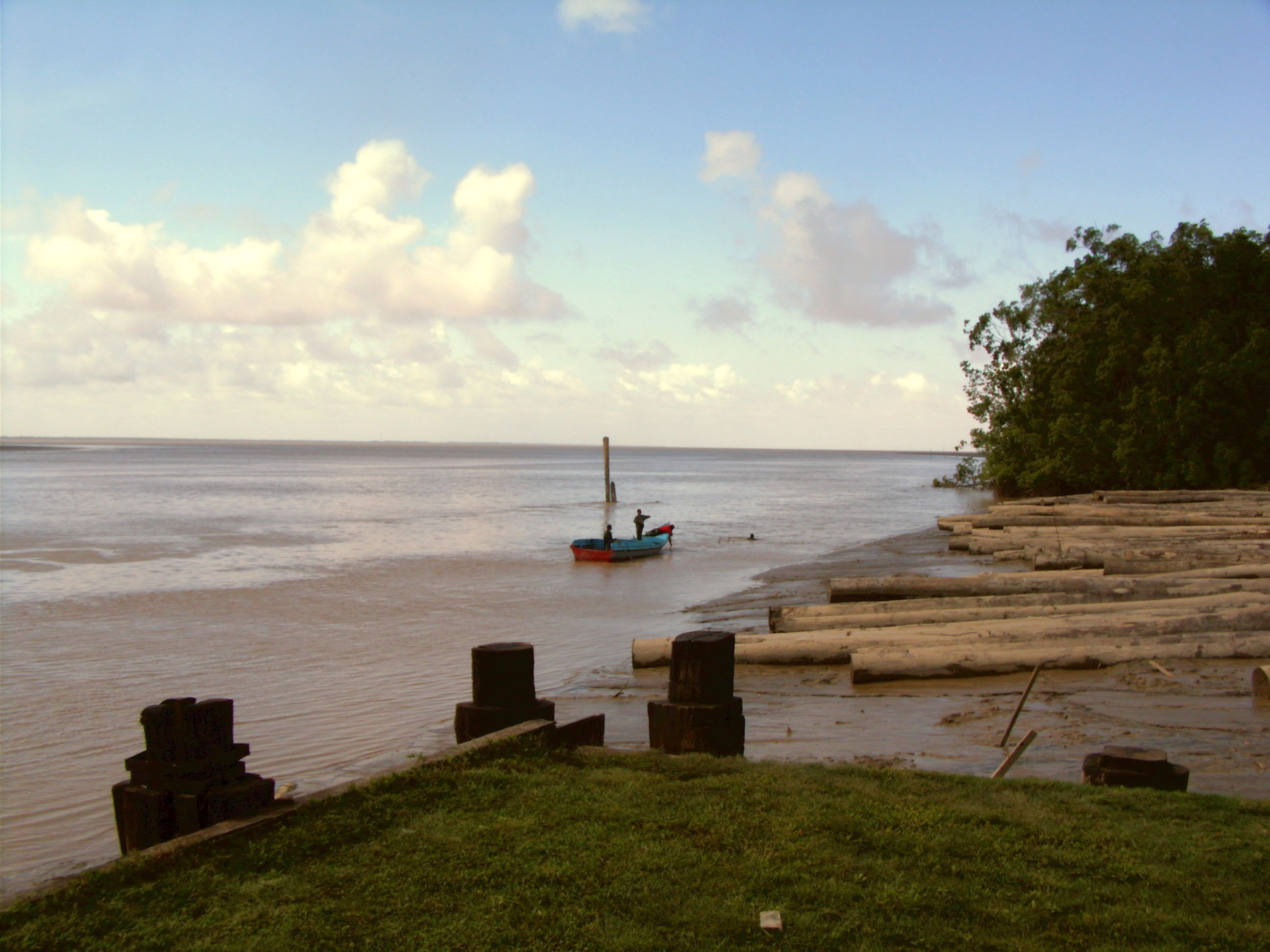
Nickerierivier achter de markthallen
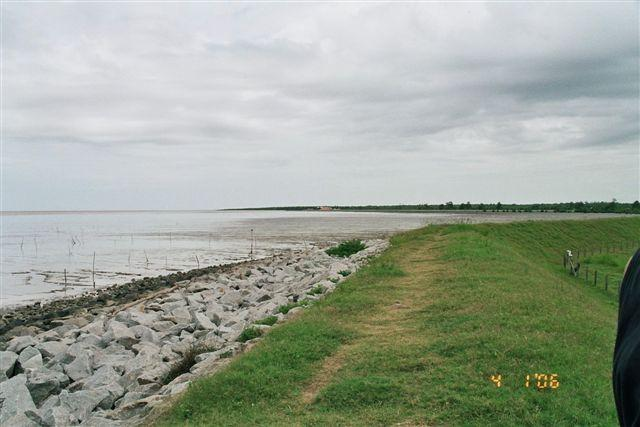
De Zeedijk
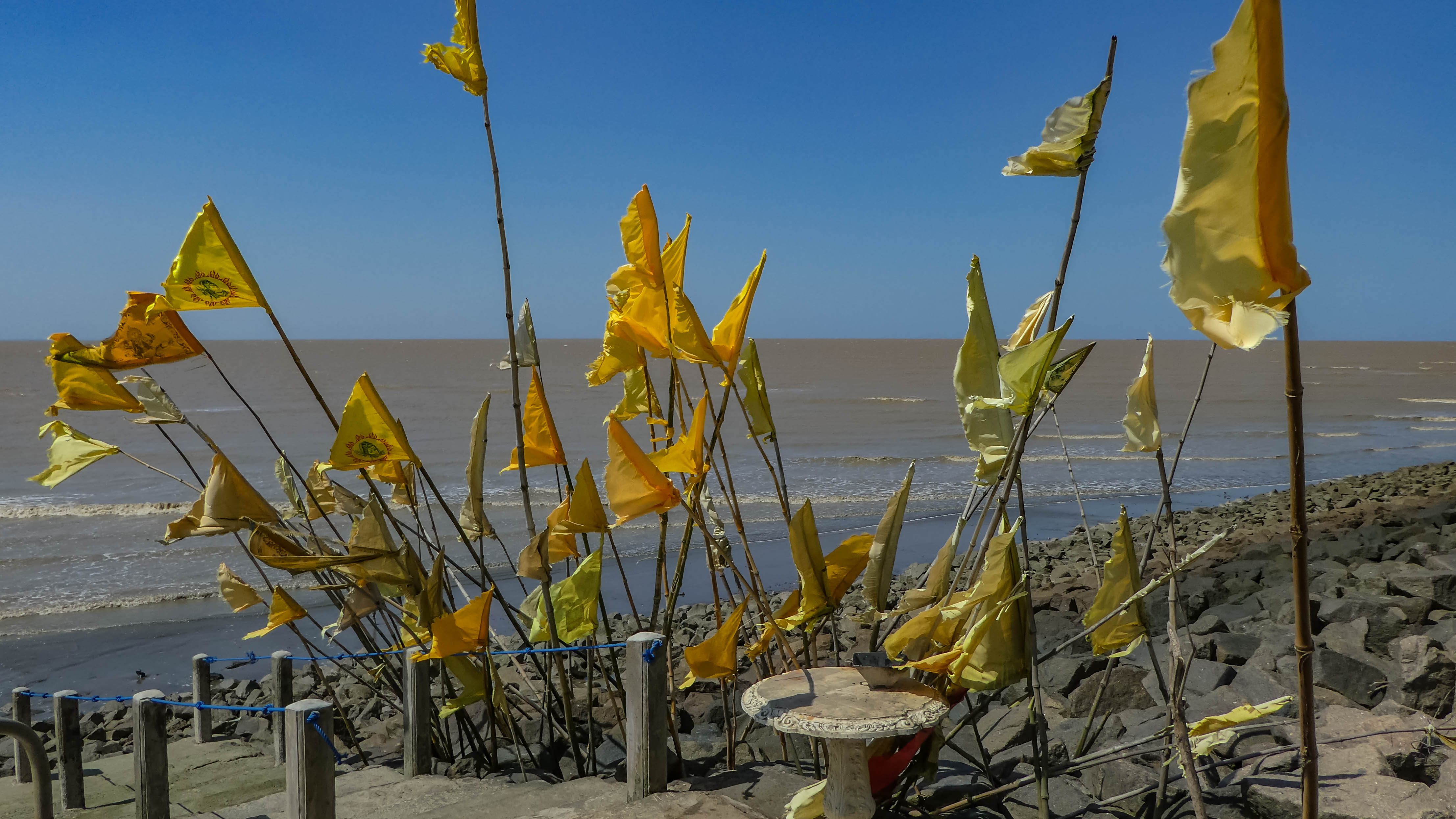
Hindoeïstische vlaggen langs de Corantijnrivier
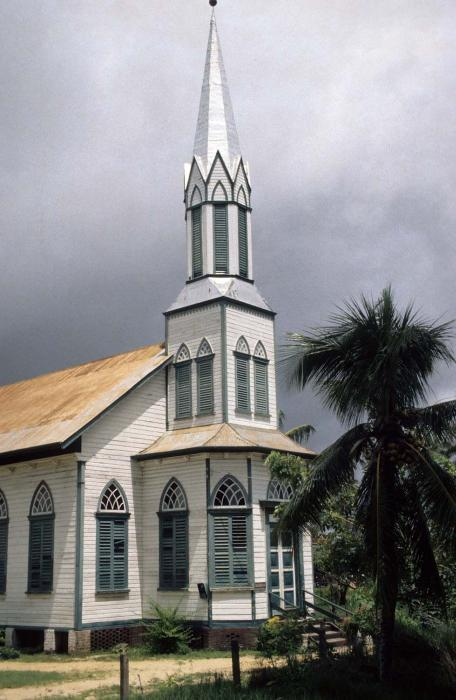
Kerk van de EBGS